# Turraea vogelioides
Turraea vogelioides är en tvåhjärtbladig växtart som beskrevs av Bagshawe. Turraea vogelioides ingår i släktet Turraea och familjen Meliaceae. Inga underarter finns listade i Catalogue of Life.